# Arvière
L'Arvière est un cours d'eau coulant dans le département de l'Ain, en région Auvergne-Rhône-Alpes, et un affluent gauche du Groin, donc un sous-affluent du Séran.